# Сарбіново (Кошалінський повіт)
Сарбіново (пол. Sarbinowo) — село в Польщі, у гміні Мельно Кошалінського повіту Західнопоморського воєводства.
Населення — 666 осіб (2011).

## Демографія
Демографічна структура станом на 31 березня 2011 року:
|          | Загалом | Допрацездатний вік | Працездатний вік | Постпрацездатний вік |
| -------- | ------- | ------------------ | ---------------- | -------------------- |
| Чоловіки | 351     | 77                 | 253              | 21                   |
| Жінки    | 315     | 48                 | 204              | 63                   |
| Разом    | 666     | 125                | 457              | 84                   |